# Duguesclin (1883)
Pour les autres navires du même nom, voir Duguesclin (navire).
Le Duguesclin est un cuirassé à coque en fer de la classe Vauban ayant été en service dans la Marine française. Lancé en 1883, il entre en service en 1886 ; il est retiré du service en 1904.

## Histoire
Le cuirassé Duguesclin fut lancé de Rochefort (Charente Maritime) le 7 avril 1883 à 16 heures en présence d'une foule considérable venue de toute la contrée.